# Flask (informatica)
Flask è un micro-framework Web scritto in Python, basato sullo strumento Werkzeug WSGI e con il motore di template Jinja2. È distribuito con licenza libera BSD.
Flask è chiamato "micro-framework" perché ha un nucleo semplice ma estendibile. Non c'è uno strato di astrazione per la base di dati, validazione dei form, o qualsiasi altra componente per fornire funzionalità comuni per le quali esistono già librerie di terze parti. A ogni modo, Flask supporta estensioni che possono aggiungere funzionalità a un'applicazione come se fossero implementate dallo stesso Flask. Ci sono per esempio estensioni per la validazione dei form, la gestione del caricamento dei file, varie tecnologie di autenticazione e altro.

## Caratteristiche
- Contiene server e debugger per lo sviluppo
- Supporto integrato per il test d'unità
- richieste RESTful
- Usa Jinja2 per il template
- Supporta cookie di sicurezza (sessioni lato client)
- 100% WSGI 1.0 compatibile
- Basato su Unicode
- Documentazione estensiva
- Compatibilità con Google App Engine
- Estensioni disponibili per migliorare le caratteristiche desiderate

## Esempio
Il codice seguente mostra una web application che stampa "Hello world!":
```
from
 
flask
 
import
 
Flask

app
 
=
 
Flask
(
__name__
)

@app
.
route
(
"/"
)

def
 
hello
():

    
return
 
"Hello World!"

if
 
__name__
 
==
 
"__main__"
:

    
app
.
run
()

```